# Seiko Noda
Pour les articles homonymes, voir Noda (homonymie).
Seiko Noda (野田 聖子, Noda Seiko), née le 3 septembre 1960 à Kitakyūshū, est une femme politique japonaise, représentant la préfecture de Gifu à la chambre des représentants du Japon pour le Parti libéral-démocrate.  
Noda commence sa carrière politique en 1987, d'abord au niveau local, puis national dès 1993. Elle est nommée au sein de plusieurs gouvernements depuis 1998, notamment au poste de ministre des Affaires intérieures et des Communications au sein du gouvernement Abe III en 2017, ou Ministre chargée de la revitalisation régionale, des mesures contre le déclin de natalité et de l'Égalité des sexes dans les différents gouvernements Kishida.  
Représentante de la frange plus progressiste du PLD, Noda est candidate à la présidence de son parti en 2021, devenant ainsi l'une des premières femmes à candidater au poste de Premier Ministre au Japon. 

## Jeunesse, études et carrière pré-électorale
Noda naît le 3 septembre 1960 à Kitakyūshū, dans la préfecture de Fukuoka. Petite-file de l'ancien ministre de la construction Uichi Noda (ja), elle étudie la culture comparée à l'université Sophia, puis commence à travailler en 1983 à l'Hôtel impérial. 

## Carrière électorale

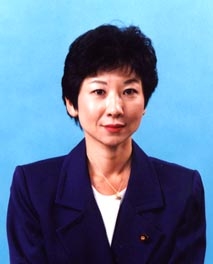
Noda en 1998, lors de sa nomination au gouvernement Obuchi.

En 1987, elle est élue à l’assemblée départementale de Gifu, dont elle devient la plus jeune élue,. Elle est élue pour la première fois à la Chambre des représentants du Japon en 1993, lors des élections législatives de la même année, et a depuis toujours été réélue, reprenant le siège de son grand-père. 
Noda rejoint pour la première fois le gouvernement japonais en 1998, date à laquelle elle est nommée ministre des Postes et télécommunications dans le gouvernement Obuchi. Elle devient à l'époque la plus jeune membre d'un gouvernement nippon, entrant dans ce dernier à 37 ans, et est qualifiée par le premier ministre Obuchi de « prochaine première ministre femme ».
En 2005, elle s'oppose au projet de privatisation postale du gouvernement Koizumi, et quitte par conséquent le PLD, qu'elle réintègre en 2006 avec l'arrivée de Shinzō Abe à la présidence du PLD,. Elle occupe par la suite plusieurs postes au sein des gouvernements Fukuda et Asō, notamment au poste de Ministre d'État chargée de la politique scientifique et technologique, ainsi que chargée de la sécurité alimentaire et de la protection du consommateur,.
Du 3 août 2017 au 2 octobre 2018, elle est ministre des Affaires intérieures et des Communications, en plus du poste de Ministre d'État chargée de l'égalité hommes-femmes et des mesures contre la dénatalité,. À ce poste, elle fait notamment acter plusieurs lois favorisant l'accession des femmes à des hauts postes dans la société japonaise. Elle devient ensuite présidente de la commission budgétaire de la Chambre basse, puis préside le centre pour la mise en œuvre de la réforme du système politique et des partis du PLD. À la Diète du Japon, elle est également présidente de l'association parlementaire d'amitié Japon-Corée.

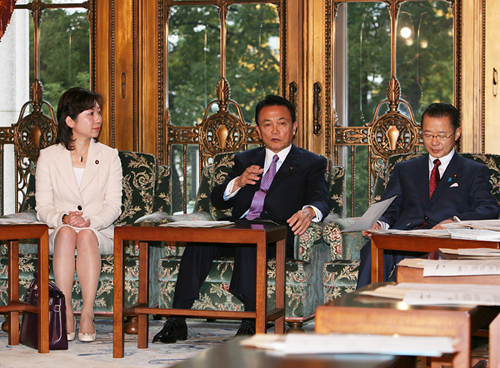
Noda et Tarō Asō en 2008, lors de sa nomination au gouvernement de ce dernier.

En 2021, Noda annonce rejoindre la primaire interne du PLD pour prendre la tête du parti, après avoir obtenu les vingt soutiens internes requis, espérant ainsi devenir la prochaine Première Ministre du Japon. Elle est ainsi opposée à Tarō Kōno, Fumio Kishida et Sanae Takaichi. Noda déclare vouloir représenter toute la diversité du PLD, notamment sa frange plus progressiste,. Bien qu'arrivant en dernière place du vote, elle rejoint le cabinet Kishida en 2021, au poste de Ministre chargée des Mesures contre le déclin de Natalité, de l'Égalité des sexes et de la revitalisation régionale.
En 2022, elle est évincée du gouvernement Kishida II à cause de ses relations avec la secte Moon, organisation religieuse dont la proximité avec le PLD a joué un rôle dans l'assassinat de Shinzo Abe la même année. Masanobu Ogura (en) lui succède en tant que Ministre chargé des Mesures contre le déclin de Natalité et de l'Égalité des sexes.
Elle n'est pas candidate à la primaire interne du PLD de 2024, et annonce soutenir Shinjirō Koizumi, fils de l'ancien premier ministre Jun'ichirō Koizumi. L'un des facteurs décisifs de cette décision selon elle est la volonté de Koizumi de modifier la loi japonaise qui impose aux conjoints de porter le même nom. Shigeru Ishiba remporte néanmoins ce scrutin, et annonce une dissolution anticipée de la Chambre des représentants. Noda est ainsi candidate à sa succession dans la première circonscription de la préfecture de Gifu. En plus de sa propre campagne électorale, elle parcourt le pays pour soutenir un grand nombre de candidats du PLD. À l'issue du scrutin, elle conserve son siège, avec une large avance sur la candidate du Parti communiste japonais, et remporte son onzième mandat.

## Prises de position

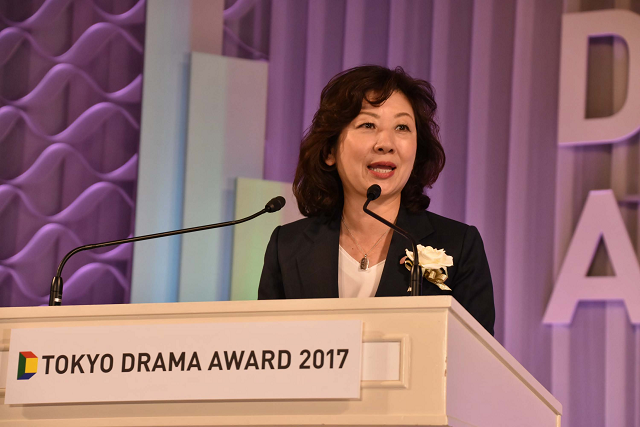
Noda en 2017, lors de la cérémonie d'ouverture du à Tokyo.

Noda œuvre durant toute sa carrière politique pour l'autonomisation des femmes japonaises, et dans la lutte contre les discriminations faites contre ces dernières. Noda cherche également à faire évoluer la société japonaise, et à la transformer pour que la maternité n'empêche plus les femmes de travailler, et inversement. Elle est également favorable à l'inclusion de quotas dans la vie politique japonaise, pour favoriser l'accession de femmes à des postes importants. 
Elle se bat également pour une meilleure inclusion des populations fragiles, que ce soit les seniors, les personnes atteintes de handicap ou les personnes LGBT,,. Noda est par ailleurs favorable à la reconnaissance du mariage homosexuel au Japon. Elle critique sévèrement et ouvertement les remarques sexistes et homophobes, surtout celles venant de son propre parti politique, comme Mio Sugita. Noda n'hésite d'ailleurs pas à remettre en cause certaines décisions de son parti,. 
Noda se bat également pour faire évoluer les lois japonaises concernant les mesures liées à la natalité, notamment le don d'ovocytes. Noda milite activement pour modifier la loi japonaise qui impose aux conjoints de porter le même nom, et est favorable à ce qu'un couple puisse avoir des noms différents.
Noda est également une pacifiste convaincue, regrettant l'importance de plus en plus grande accordée aux forces d'auto-défense japonaise, et arguant que le pacifisme japonais devait être porté comme une médaille.

## Vie privée
Noda est mariée à Kimura Fuminobu, un japonais d'origine coréenne qu'elle a rencontré dans un restaurant à Kyoto. Entre 2017 et 2021, le magazine Shukan Bunshun a publié plusieurs articles disant qu'il avait des liens avec les yakuzas, ce qu'il dément.
Souffrant de problèmes de fertilité et plusieurs fausses couches, Noda donne naissance en 2011 à 50 ans, après un don d'ovocytes issu des États-Unis,. Son enfant est handicapé,. Elle avoue elle même faire de sa grossesse un acte de militantisme, pour faire évoluer les lois japonaises sur le sujet,.
C'est une passionnée de base-ball.